# Фабрісіо Агосто Рамірес
Фабрісіо Агосто Рамірес (ісп. Fabricio Agosto Ramírez, нар. 31 грудня 1987, Санта-Лусія-де-Тірахана) — іспанський футболіст, воротар клубу «Мальорка».

## Ігрова кар'єра
Народився 31 грудня 1987 року в місті Санта-Лусія-де-Тірахана. Виступав за молодіжні команди «Весіндаріо» та «Депортіво», потім за дубль «Депортіво». 13 січня 2008 року він дебютував в основному складі першої команди в грі проти «Вільярреалу», оскільки обидва основних воротаря команди, Дуду Ауат і Густаво Мунуа, були відсторонені клубом від матчів за бійку. Однак у лютому обидва воротарі були відновлені у складі першої команди, тому Фабрісіо, який зіграв лише шість матчів у Примері і пропустив аж 10 голів, змушений був повернутися в дубль. У січні 2008 року до гравця проявив інтерес лондонський «Арсенал», представники якого назвали молодого воротаря «одним із найяскравіших талантів Іспанії», проте до переходу справа не дійшла.
Кар'єра Фабрісіо в «Депортіво» не отримувала розвитку, і влітку 2009 року він покинув клуб, отримавши статус вільного агента. У липні він підписав дворічний контракт з «Вальядолідом» з можливістю продовження ще на два роки. Однак і новій команді він не зміг виграти конкуренцію за місце одного воротаря у Хусто Вільяра та Хакобо, зігравши за сезон лише три матчі — два в Кубку Іспанії і один у Прімері. У серпні 2010 року Фабрісіо був відданий в річну оренду клубу «Рекреатіво», що виступав у Сегунді. Угода також передбачала можливість продовження оренди до літа 2012 року. У «Рекреатіво» Фабрісіо нарешті отримав можливість грати в основному складі і провів 40 матчів за сезон в Сегунді.
У червні 2011 року, після вдалого сезону у складі «Рекреатіво», Фабрісіо підписав трирічний контракт з клубом «Реал Бетіс». Воротар дістався клубу безкоштовно, однак за умов трансферу «Вальядолід» міг отримати 20 % від вартості гравця в разі його продажу в інший клуб. У першому сезоні Фабрісіо був дублером основного воротаря «Бетіса» Касто, а в наступному після приходу в клуб Адріана і конфлікту з тренером Пепе Мелем став лише третім воротарем.
У серпні 2013 року Фабрісіо повернувся в «Депортіво», з яким підписав трирічний контракт. У першому сезоні він, будучи дублером основного воротаря Хермана Люкса, допоміг команді повернутися в Прімеру. У сезоні 2014/2015 Фабрісіо виграв у Люкса конкуренцію і став основним воротарем. Однак у серпні 2015 року Фабрісіо важко травмував коліно, і місце у воротах знову зайняв Люкс. За весь сезон 2015/16 Фабрісіо один лише раз значився в заявці команди на матч Ла Ліги.
В липні 2016 року Фабрісіо відмовився продовжувати контракт з «Депортіво» і уклав угоду на три роки з турецьким «Бешикташем». Своє рішення він пояснив бажанням грати в Лізі чемпіонів. Відтоді встиг відіграти за стамбульську команду один матч в національному чемпіонаті.

## Титули і досягнення
- Чемпіон Туреччини (1):

«Бешикташ»: 2016-17